# Idaea indotaria
Idaea indotaria là một loài bướm đêm trong họ Geometridae.